# 格拉查尼察 (科索沃)

东正教修道院

格拉查尼察（羅馬化：Gračanica），是科索沃普里什蒂納區格拉查尼察市镇内的城鎮及行政中心。2011年人口普查时城镇人口数量为2,686人，而整个市镇的人口数量则为10,675人。